# HD174017
HD174017 — хімічно пекулярна зоря спектрального класу A0, що має видиму зоряну величину в смузі V приблизно  8,0.
Вона  розташована на відстані близько 1553,1 світлових років від Сонця.

## Пекулярний хімічний склад
Зоряна атмосфера HD174017 має підвищений вміст 
Cr
.